# كوبا بيرو 1973
كوبا بيرو 1973 هو موسم من كوبا بيرو ‏. فاز فيه Sportivo Huracán ‏.